# Santa Pudenciana (título cardinalício)
Santa Pudenciana (em latim, S. Pudentianae) é um título cardinalício instituído em torno de 112, um dos mais antigos documentados, pelo Papa Evaristo, em substituição ao de San Pudente, que seria o lugar onde tinha vivido São Pedro, em torno de 42. Foi anexado um oratório a uma igreja e deu a seu amigo, Pastore, daí o outro nome, San Pastore, pelo qual o título é conhecido.
No século IV, o Papa Sirício mandou reconstruir a igreja de Santa Pudenziana. O título Pudentiana aparece pela primeira vez numa inscrição de 384 e, em seguida, reaparece no sínodo romano de 585 mas com o nome de Pudentis. Nas biografias do Papa Adriano I e Papa Leão III contidos no Liber Pontificalis, o título vem referenciado como Prudentiis et Pudentianae. Uma lista que remonta a 1492 chama da mesma maneira, mas, desde o século XVI, o título sempre foi conhecido como Santa Pudenciana.

## Titulares protetores
- Sirício (futuro papa)  (antes de 384-384)
- Asterio (494-?)
- Basso (590-?)
- Sergio (745-?)
- Romano (805- antes de 853)
- Romano (853-?)
- Bento (1077- antes de 1099)
- Ottone (1099- antes de 1105)
- Giovanni (1105- circa 1113)
- Corrado (1113- circa 1130)
  - Giovanni Dauferio, pseudocardeal do antipapa Anacleto II (1130- circa 1135)
- Griffone (1135-1139)
- Presbitero (1139-1140)
- Pietro (1140-1144)
- Gerardo (1159- circa 1164)
- Boso Breakspear (ou Boson), O.S.B. (1165- circa 1179)
- Paolo Scolari (1179-1180)
- Roberto (1180- antes de 1188)
- Lotario de' Conti di Segni (1190 - 1198) Eleito Papa Inocênio III
- Giordano de Ceccano, O. Cist. (1198-1205)
- Pietro Sasso (ou Sassi, ou Saxonis) (1205-1219)
- Barthélemy (1227-1230)
- Girolamo Masci, O.F.M. (1278-1281)
- Robert de Pontigny, O.Cist. (1294-1305)
- Guillaume Ruffat des Forges (1306-1311)
- Raymond de Saint-Sever, O.S.B. (1312-1317)
- Pierre Desprès (1320-1323)
- Rainolfo de Monteruc (ou de Gorza, ou de la Gorse) (1378-1382)
- Marino del Giudice (circa 1383-1386)
  - Bertrande de Chanac (1385-1401), pseudocardeal do Antipapa Clemente VII
- Bartolomeo Uliari, O.F.M. (1389-1396)
- Angelo d'Anna de Sommariva, O.S.B.Cam. (1396-1412)
  - Otón de Moncada y de Luna (1440-1445), pseudocardeal do Antipapa Félix V
- Guillaume Briçonnet (1495-1507)
- Pietro Isvalies (ou Isuales, ou Isuali, ou Isuagles, ou Suaglio) (1507-1511)
- Matthäus Schiner (1511-1522)
- Gianvincenzo Carafa (1528-1537)
- Rodolfo Pio (1537)
- Ascanio Parisani (ou Parisiano) (1540-1549)
- João Ângelo de Médici (1549-1550) e (1552-1553) Eleito Papa Pio IV em 1559
- Scipione Rebiba (1556-1565)
- Francisco Pacheco de Toledo, diaconia pro illa vice (1565)
- Gianfrancesco Gambara (1565-1570)
- Paolo Burali d'Arezzo, C.R. (1570-1578)
- Claude de La Baume (1580-1584)
- Enrico Caetani (1586-1599)
- Ascanio Colonna (1599-1606)
- Innocenzo Del Bufalo-Cancellieri (1606-1607)
- Bonifazio Caetani (1607-1617)
- Roberto Ubaldini (1617-1621)
- Antonio Caetani (1621-1624)
- Luigi Caetani (1626-1642)
- Alderano Cibo (1645-1668)
- Reinaldo d'Este (1668-1671)
- Gasparo Carpegna (1671-1672)
- Girolamo Gastaldi (1673-1677)
- Vacante (1677-1696)
- Federico Caccia (1696-1699)
- Giovanni Maria Gabrielli, O. Cist. (1700-1711)
- Vacante (1711-1716)
- Ferdinando Nuzzi (1716-1717)
- Vacante (1717-1721)
- Carlos de Borja y Centellas (1721-1733)
- Giuseppe Spinelli (1735-1752)
- Antonino Sersale (1754-1775)
- Andrea Gioannetti, O.S.B.Cam. (1778-1800)
- Lorenzo Litta (1801-1814)
- Vacante (1814-1818)
- Fabrizio Sceberras Testaferrata (1818-1843)
- Tommaso Pasquale Gizzi (1844-1849)
- Nicholas Wiseman (1850-1865)
- Lucien Louis Joseph Napoleão Bonaparte (1868-1879)
- Domenico Sanguigni (1880-1882)
- Włodzimierz Czacki (1883-1888)
- Giuseppe Benedetto Dusmet, O.S.B. (1889-1894)
- Victor-Lucien-Sulpice Lécot (1894-1908)
- Francis Bourne (1911-1935)
- Luigi Maglione (1936-1944)
- Jules-Géraud Saliège (1946-1956)
- Vacante (1956-1958)
- Alberto di Jorio (1958-1979)
- Vacante (1979-1983)
- Joachim Meisner (1983-2017)
- Thomas Aquino Manyo Maeda (2018-)